# 蒂莫·努梅林
蒂莫·努梅林（芬蘭語：Timo Nummelin，1948年9月7日—），芬兰男子冰球运动员，场上位置是后卫。他曾代表芬兰国家队参加1976年冬季奥林匹克运动会冰球比赛，获得第四名。